# 朱明镇
朱明镇是中华人民共和国贵州省毕节市赫章县下辖的一个行政建制镇。
2017年11月9日，贵州省人民政府批复同意撤销朱明乡，设置朱明镇，撤乡设镇后行政区域和政府驻地不变。

## 行政区划
朱明镇下辖以下村级行政区划单位：
朱歪村、白营村、安甲村、则安村、营盘村、坪子村、环山村、陆墟村、海田村、付家湾村、发开村、木营村、双营村、田坝村、磨角村和则姑村。